# Hans Wellbrock
Hans Georg Harry Wellbrock (* 23. Oktober 1911 in Schönebeck; † 11. November 1950 in Bremen) war ein Bremer Politiker (SPD) und Mitglied der Bremischen Bürgerschaft.

## Biografie
Wellbrock war als Elektriker in Bremen tätig.
Er war Mitglied der SPD.
Vom November 1946 bis 1947 war er Mitglied der ersten gewählten Bremischen Bürgerschaft und in Deputationen der Bürgerschaft tätig.